# Комплекс керованого мінометного озброєння
Комплекс керованого мінометного озброєння з 120-міліметровою високоточною керованою міною, для бойового застосування при стрільбі з міномета 2Б11, призначений для ураження сучасної броньованої і не броньованої, рухомої і не рухомої техніки противника, та малорозмірних інженерних споруд.

### Склад комплексу
- 120-міліметрова високоточна керована міна.
- Лазерний цілепоказчик-дальномір, що забезпечує, виявлення, спостереження, та роспізнавання цілей на місцевості, та цілевказання методом лазерного підсвічування цілей.
- Система синхронізації пострілу.
- Встановлювальний пристрій, що забезпечує введення початкових установлень в систему керування міни.
- Радіостанції, що забезпечують цифровий і голосовий зв'язок між пунктом спостереження та вогневою позицією.

#### Технічні характеристики
| Дальність стрільби(м)                  | від 1000 до 7500                       |
| Система керування міною                | лазерне напівавтоматичне самонаведення |
| Калібр керованої міни (мм)             | 120                                    |
| Маса керованої міни (кг)               | 28.7                                   |
| Довжина керованої міни (мм)            | 1490                                   |
| Тип бойової частини                    | осколково-фугасна                      |
| Імовірність влучення в ціль            | 0.75-0.80                              |
| Температурний діапазон застосування,°C | від -40, до +60                        |

## Джерело
- http://www.luch.kiev.ua/index.php/ru/produktsiya/protivotankovye-kompleksy/kompleks-upravlyaemogo-minomjotnogo-vooruzheniya [Архівовано 20 Жовтня 2014 у Wayback Machine.]